# 天主教喀土穆總教區
天主教喀土穆總教區（拉丁語：Archidioecesis Khartumensis），是羅馬天主教會以蘇丹共和國首都喀土穆為中心的一個教省總教區，下轄歐拜伊德教區。
範圍包括該國西北部、尼羅河中游和紅海地區。2006年有954,660名教友，廿八個堂區、一百一十四名司鐸。教區總主教嘉俾厄爾·祖貝爾·瓦科樞機，輔理主教為達彌爾·阿沃克。座堂為聖瑪竇座堂。
1846年4月3日設中非代牧區，1913年5月30日易名為喀土穆代牧區。1974年12月12日升格為總教區。
耶穌聖心金邦尼傳教會會祖聖達尼爾·金邦尼是代牧區的第二任代牧。